# Beeravalli, Kalghatgi
Beeravalli là một làng thuộc tehsil Kalghatgi, huyện Dharwad, bang Karnataka, Ấn Độ.